# Els 3 de sota: Contes d'Arcàdia
Els 3 de sota: Contes d'Arcàdia (en anglès 3Below: Tales of Arcadia) és una sèrie de televisió estatunidenca de fantasia i ciència-ficció animada per ordinador produïda per DreamWorks Animation. És la segona entrega de la trilogia Contes d'Arcàdia de Guillermo del Toro.
La primera temporada de 13 episodis es va estrenar el 21 de desembre de 2018 a Netflix. La sèrie va concloure amb l'estrena de la segona temporada el 12 de juliol de 2019.
Una tercera i última entrega de Contes d'Arcàdia, titulada Mags, es va estrenar el 7 d'agost de 2020. La pel·lícula Trollhunters: Rise of the Titans es va estrenar a Netflix el 21 de juliol de 2021.
A Catalunya la sèrie es va estrenar al canal SX3 el 22 de març de 2023.

## Argument
Dos germans extraterrestres de la reialesa, la princesa hereva Aja i el príncep hereu Krel de la casa Tarron, el seu animal de companyia semblant a un gos anomenat Luug, i el seu guardaespatlles, Varvatos Vex, escapen del seu planeta natal Akiridion-5 després d'un cop d'estat i un accident a la Terra, concretament a la Terra, a la ciutat d'Arcadia Oaks, Califòrnia. Allà, els extraterrestres s'adapten a la cultura humana i miren d'arreglar la seva nau espacial (i també restaurar els seus pares gairebé morts, el rei Fialkov i la reina Coranda) per tornar i recuperar Akiridion-5, que l'ha ocupat un dictador malvat conegut com el general Val Morando, que els ha enviat un equip de caçarecompenses intergalàctics, anomenat la Germandat Zeron, per trobar-los i atrapar-los.

## Doblatge
| Personatge                   | Actor original   | Veu en català      |
| ---------------------------- | ---------------- | ------------------ |
| Príncep Krel Tarron          | Diego Luna       | Jaume Cuartero     |
| Princesa Aja Tarron          | Tatiana Maslany  | Nerea Alfonso      |
| Reina Coranda Tarron         | Tatiana Maslany  | Rosa Pastó         |
| Cap militar Varvatos Vex     | Nick Offerman    | Joaquim Casado     |
| Mare                         | Glenn Close      | Anna Romano        |
| General Morando              | Alón Aboutboul   | Francesc Góngora   |
| Zadra                        | Hayley Atwell    | Carme Ambrós       |
| Rei Fialkov Tarron           | Andy García      | Mark Ullod         |
| Stuart                       | Nick Frost       | Àlex Meseguer      |
| Steven "Steve" Palchuk       | Steven Yeun      | Àlex de Porrata    |
| Elijah "Eli" Pepperjack      | Cole Sand        | Alex Molina        |
| James "Jim" Lake Jr.         | Emile Hirsch     | Marc Cañadell      |
| Claire Nuñez                 | Lexi Medrano     | Geni Rey           |
| Tobias "Toby" Domzalski      | Charlie Saxton   | Marcos de la Calle |
| Blinkous "Blinky" Galadrigal | Kelsey Grammer   | Jordi Salas        |
| "AAARRRGGHH!!!"              | Fred Tatasciore  | Iván Cánovas       |
| Darci Scott                  | Yara Shahidi     | Irene Garrés       |
| Entrenador Lawrence          | Thomas F. Wilson | Xavier Martín      |
| Karl Uhl                     | Fred Tatasciore  | Roger Pera         |
| Shannon Longhannon           | Bebe Wood        | Anna Rocamora      |
| Mary Wang                    | Lauren Tom       | Alba Grau          |
| Zeron Alfa                   | Darin De Paul    | David Moreno       |
| Zeron Omega                  | Ann Dowd         | Oriol Rafel        |
| Pare Blank / Ricky Blank     | Tom Kenny        | Xavier Casan       |
| Mare Blank / Lucy Blank      | Cheryl Hines     | Thais Buforn       |
| Coronel Kubritz              | Uzo Aduba        | Sílvia Gómez       |
| Nancy "Nana" Domzalski       | Laraine Newman   | Julia Chalmeta     |
| Lenora Janeth                | Laraine Newman   | Maria Romeu        |
| Phil                         | J. B. Smoove     | Joan Pera          |
| Detectiu Scott               | Ike Amadi        | Eduard Itchart     |

## Episodis
| Temporada | Temporada | Episodis | Episodis | Data d'emissió original | Dates d'emissió en català | Dates d'emissió en català |
| Temporada | Temporada | Episodis | Episodis | Data d'emissió original | Primera emissió           | Última emissió            |
| --------- | --------- | -------- | -------- | ----------------------- | ------------------------- | ------------------------- |
|           | 1         | 13       | 13       | 21 de desembre de 2018  | 22 de març de 2023        | 7 d'abril de 2023         |
|           | 2         | 13       | 13       | 12 de juliol de 2019    | 10 d'abril de 2023        | 26 d'abril de 2023        |

### 1a temporada
| Núm. total | Núm. de la temporada | Títol                                             | Direcció                           | Guió                                                           | Data d'emissió original | Data d'emissió en català |
| --- | -------------------- | ------------------------------------------------- | ---------------------------------- | -------------------------------------------------------------- | ----------------------- | ------------------------ |
| 1 | 1                    | «Terra incògnita, primera part» «Terra Incognita» | Guillermo del Toro i Rodrigo Blaas | Guillermo del Toro i Marc Guggenheim                           | 21 de desembre de 2018  | 22 de març de 2023       |
| El malvat general Morando inicia un cop d'estat al planeta Akiridion-5. Durant els enfrontaments, el rei i la reina del planeta queden greument ferits, i els seus fills, en Krel i l'Aja, s'escapen amb el cap militar Varvatos Vex. Tots tres es refugien en un planeta llunyà, conegut com la Terra.      |                      |                                                   |                                    |                                                                |                         |                          |
| 2 | 2                    | «Terra incògnita, segona part» «Terra Incognita»  | Guillermo del Toro i Rodrigo Blaas | Guillermo del Toro i Marc Guggenheim                           | 21 de desembre de 2018  | 23 de març de 2023       |
| L'Aja, en Krel i en Vex exploren la Terra buscant la tecnologia per reparar la nau. Quan el director de l'institut exigeix conèixer els pares de l'Aja i en Krel, els prínceps transformen dos robots de manteniment en els seus progenitors "humans".                                                       |                      |                                                   |                                    |                                                                |                         |                          |
| 3 | 3                    | «Ment sobre matèria» «Mind Over Matter»           | Johane Matte                       | Matthew Chauncey, Aaron Eisenberg, Will Eisenberg i Lila Scott | 21 de desembre de 2018  | 24 de març de 2023       |
| Per passar desapercebut al planeta Terra, en Krel crea unes ulleres especials que li permeten detectar els pensaments dels humans, però rep un senyal extraterrestre que fa saltar totes les alarmes. Mentrestant, els caça-recompenses del general Morando comencen a acostar-se als prínceps.              |                      |                                                   |                                    |                                                                |                         |                          |
| 4 | 4                    | «Escarabats d'un altre món» «Beetle Mania»        | Elaine Bogan                       | Aaron Eisenberg i Will Eisenberg                               | 21 de desembre de 2018  | 27 de març de 2023       |
| Quan una plaga d'escarabats voladors extraterrestres amenaça de revelar la seva identitat, els prínceps han de demanar ajuda a un nou aliat. Mentrestant, la Zadra s'incorpora a l'exèrcit d'en Morando com a agent doble i comença a treballar per enfortir el moviment de resistència.                     |                      |                                                   |                                    |                                                                |                         |                          |
| 5 | 5                    | «Rumb de col·lisió» «Collision Course»            | Andrew Schmidt                     | Matthew Chauncey                                               | 21 de desembre de 2018  | 28 de març de 2023       |
| L'Aja i en Krel busquen peces per reparar la nau mare i decideixen aprendre a conduir els cotxes dels humans per descobrir com funcionen els sistemes de propulsió de la Terra. Mentrestant, uns caça-recompenses els localitzen i els d'Akiridion es veuen obligats a entrar en combat.                     |                      |                                                   |                                    |                                                                |                         |                          |
| 6 | 6                    | «D'Aja Vu» «D'aja Vu»                             | Johane Matte                       | A. C. Bradley                                                  | 21 de desembre de 2018  | 29 de març de 2023       |
| L'Aja es queda atrapada en un bucle temporal i rep l'ajuda inesperada d'en Jim Lake i els altres caçadors de trols. Mentrestant, un trol gegant ataca la Fira de la Ciència de l'Institut d'Arcadia Oaks i amenaça de revelar a tothom el món dels trols i la procedència extraterrestre de l'Aja i en Krel. |                      |                                                   |                                    |                                                                |                         |                          |
| 7 | 7                    | «Volar del niu» «Flying the Coop»                 | Johane Matte                       | Lila Scott                                                     | 21 de desembre de 2018  | 30 de març de 2023       |
| Una misteriosa assessora del consell escolar exigeix a l'Aja i en Krel un munt de documentació per matricular-se a l'institut, i els acusa de ser immigrants il·legals. Mentrestant, en Varvatos Vex comença a entrenar l'Aja en l'art de la guerra.                                                         |                      |                                                   |                                    |                                                                |                         |                          |
| 8 | 8                    | «Aixafaguitarres» «Party Crashers»                | Elaine Bogan                       | A. C. Bradley                                                  | 21 de desembre de 2018  | 31 de març de 2023       |
| L'Aja va a la seva primera festa amb l'Steve i en Krel va amb l'Eli a buscar un animal de llegenda urbana. Però, de cop i volta, els zerons els espatllen la vetllada a tots dos. Mentrestant, en Vex rep un missatge inquietant d'Akiridion-5.                                                              |                      |                                                   |                                    |                                                                |                         |                          |
| 9 | 9                    | «Un llamp en un pot» «Lightning in a Bottle»      | Andrew Schmidt                     | Aaron Eisenberg i Will Eisenberg                               | 21 de desembre de 2018  | 3 d'abril de 2023        |
| Els destins dels caçadors de trols i els prínceps d'Akiridon-5 es tornen a entrecreuar. En Krel i l'Aja han d'ajudar en Jim, en Toby i la Claire a capturar l'energia d'un llamp. Mentrestant, l'Aja ha de recuperar l'arma que va perdre al bosc.                                                           |                      |                                                   |                                    |                                                                |                         |                          |
| 10 | 10                   | «L'operació arcadiana» «The Arcadian Job»         | Johane Matte i John Laus           | Matthew Chauncey                                               | 21 de desembre de 2018  | 4 d'abril de 2023        |
| L'Aja i en Krel necessiten una última peça per reparar la nau, un circuit òsmic. Quan l'Stuart els diu que n'hi podria haver un en una base militar secreta, decideixen infiltrar-s'hi, tot i els riscos enormes que comporta.                                                                               |                      |                                                   |                                    |                                                                |                         |                          |
| 11 | 11                   | «L'hora de la veritat» «Truth Be Told»            | Elaine Bogan                       | Lila Scott                                                     | 21 de desembre de 2018  | 5 d'abril de 2023        |
| Els destins dels caçadors de trols i els prínceps d'Akiridon-5 es tornen a entrecreuar. En Krel i l'Aja han d'ajudar en Jim, en Toby i la Claire a capturar l'energia d'un llamp. Mentrestant, l'Aja ha de recuperar l'arma que va perdre al bosc.                                                           |                      |                                                   |                                    |                                                                |                         |                          |
| 12 | 12                   | «L'última nit a la Terra» «Last Night on Earth»   | Andrew Schmidt                     | Matthew Chauncey, Aaron Eisenberg i Will Eisenberg             | 21 de desembre de 2018  | 6 d'abril de 2023        |
| Quan ja tenen la nau a punt per enlairar-se, l'Aja i en Krel celebren l'últim dia a la Terra anant a la Batalla de les Bandes. Però aleshores arriba la Zadra amb una revelació sobre en Vex que ho canvia tot, i apareix un nou enemic que amenaça els plans dels prínceps.                                 |                      |                                                   |                                    |                                                                |                         |                          |
| 13 | 13                   | «Un mal auguri» «Bad Omen»                        | Rodrigo Blaas                      | A. C. Bradley i Lila Scott                                     | 21 de desembre de 2018  | 7 d'abril de 2023        |
| L'Omen captura la nau mare i els nuclis reials, i els nostres herois sembla que ho tinguin tot perdut. Però, treballant plegats i combinant els coneixements tècnics d'en Krel amb la capacitat de lluita de l'Aja, els prínceps aconsegueixen derrotar el robot blanc assassí, però a un cost molt alt.     |                      |                                                   |                                    |                                                                |                         |                          |

### 2a temporada
| Núm. total | Núm. de la temporada | Títol                                                                                   | Direcció                              | Guió                                                           | Data d'emissió original | Data d'emissió en català |
| --- | -------------------- | --------------------------------------------------------------------------------------- | ------------------------------------- | -------------------------------------------------------------- | ----------------------- | ------------------------ |
| 14 | 1                    | «El dia de la mudança» «Moving Day»                                                     | Andrew Schmidt                        | Lila Scott                                                     | 12 de juliol de 2019    | 10 d'abril de 2023       |
| Després de l'última victòria, l'Aja i en Krel tenen dificultats per tornar la nau mare al barri d'Arcadia Oaks on vivien. A més, tot es complica amb l'arribada d'un caça-recompenses especialment mortífer, i amb l'aparició de l'Eli i en Toby, que descobreixen la identitat real dels prínceps.                                  |                      |                                                                                         |                                       |                                                                |                         |                          |
| 15 | 2                    | «La fugida de la lluna» «Moonlight Run»                                                 | Johane Matte                          | Matthew Chauncey                                               | 12 de juliol de 2019    | 11 d'abril de 2023       |
| L'Aja i en Krel pugen a la nau de l'Stuart per anar a rescatar en Vex a la Lluna, on el té presoner un caça-recompenses. Mentrestant, la Zadra rep informació sobre els plans que té en Morando d'aconseguir un aliat nou i inesperat.                                                                                               |                      |                                                                                         |                                       |                                                                |                         |                          |
| 16 | 3                    | «El videojoc de l'estiu» «Dogfight Days of Summer»                                      | Elaine Bogan                          | Aaron Eisenberg i Will Eisenberg                               | 12 de juliol de 2019    | 12 d'abril de 2023       |
| La flota d'en Morando s'acosta a la Terra per envair-la i l'Aja i en Krel no es posen d'acord amb en Vex i la Zadra. En Varvatos vol que les autoritats humanes intervinguin davant d'aquesta amenaça, mentre que els prínceps troben una solució més creativa: un videojoc.                                                         |                      |                                                                                         |                                       |                                                                |                         |                          |
| 17 | 4                    | «El dia de la mare» «Mother's Day»                                                      | Andrew L. Schmidt                     | Matthew Chauncey                                               | 12 de juliol de 2019    | 13 d'abril de 2023       |
| L'arribada d'en Tronos, un caça-recompenses capaç de controlar l'electricitat, provoca una investigació de l'Àrea 49-B que amenaça de revelar la identitat extraterrestre dels prínceps. Mentrestant, la mare intenta promoure l'esperit d'equip per afrontar aquest nou perill.                                                     |                      |                                                                                         |                                       |                                                                |                         |                          |
| 18 | 5                    | «Guanys il·lícits» «Ill Gotten Gains»                                                   | Elaine Bogan i Francisco Ruiz Velasco | Ian Rickett                                                    | 12 de juliol de 2019    | 14 d'abril de 2023       |
| La coronela Kubritz ordena confinar l'institut i posar-lo en quarantena per intentar capturar l'Aja i en Krel, però els alumnes fan costat als seus amics. Mentrestant, en Vex i la Zadra se les heuen amb una amenaça coneguda. |                      |                                                                                         |                                       |                                                                |                         |                          |
| 19 | 6                    | «Alguna cosa li passa a la Gwen (de Gorbon)» «There's Something About Gwen (of Gorbon)» | Johane Matte                          | Aaron Eisenberg i Will Eisenberg                               | 12 de juliol de 2019    | 17 d'abril de 2023       |
| L'Stuart rep la visita sorpresa d'una exnòvia una mica perillosa, la Gwen, que té comptes pendents amb ell. Mentrestant, en Toby i l'Eli han decidit rodar un curtmetratge amb en Kleb de protagonista. |                      |                                                                                         |                                       |                                                                |                         |                          |
| 20 | 7                    | «La fúria de l'asteroide» «Asteroid Rage»                                               | Andrew Schmidt                        | Matthew Chauncey, Aaron Eisenberg, Will Eisenberg i Lila Scott | 12 de juliol de 2019    | 18 d'abril de 2023       |
| Un asteroide es dirigeix cap a la Terra i amenaça d'impactar sobre Arcàdia Oaks. L'Aja i en Krel s'han d'aliar amb la coronela Kubritz i en Tronos per impedir-ho. Però aquest pacte improbable, encara que serveixi per salvar la ciutat, tindrà un preu molt alt.                                                                  |                      |                                                                                         |                                       |                                                                |                         |                          |
| 21 | 8                    | «L'excursió d'en Luug» «Luug's Day Out»                                                 | Johane Matte                          | Lila Scott                                                     | 12 de juliol de 2019    | 19 d'abril de 2023       |
| En Krel per fi aconsegueix fer funcionar el generador de forats de cuc, però en Luug se l'empassa i comença a teleportar-se amunt i avall. Els prínceps l'han d'atrapar com sigui per mantenir oculta la seva identitat extraterrestre. Però aleshores descobreixen un problema molt més greu: que el general Morando és a la Terra. |                      |                                                                                         |                                       |                                                                |                         |                          |
| 22 | 9                    | «La caiguda de la dinastia Tarron» «The Fall of House Tarron»                           | Francisco Ruiz Velasco i Elaine Bogan | AC Bradley                                                     | 12 de juliol de 2019    | 20 d'abril de 2023       |
| Quan el general Morando i la coronela Lubritz ataquen la nau mare, els Tarron i els seus amics han de protegir els nuclis reials i mirar de no morir mentre ho intenten. Però no serà gens fàcil, perquè les forces a què s'enfronten són molt poderoses.                                                                            |                      |                                                                                         |                                       |                                                                |                         |                          |
| 23 | 10                   | «El gran somni» «The Big Sleep»                                                         | Rodrigo Blaas                         | Matthew Chauncey                                               | 12 de juliol de 2019    | 21 d'abril de 2023       |
| L'Aja i en Krel viatgen als records dels seus pares per buscar-hi en Morando i la veritat sobre el nucli de Gaylen. Però, quan les vides dels reis corren perill, una aliada de confiança fa un sacrifici que canviarà per sempre el destí dels nostres herois.                                                                      |                      |                                                                                         |                                       |                                                                |                         |                          |
| 24 | 11                   | «La cursa cap al mercal dels trols» «Race to Trollmarket»                               | Andrew Schmidt                        | Aaron Eisenberg, Will Eisenberg i Lila Scott                   | 12 de juliol de 2019    | 24 d'abril de 2023       |
| Els reis Fialkov i Coranda estan a punt de regenerar-se, però en Morando cada cop és més a prop del nucli de Gaylen. L'Aka, en Krel i en Vex se'n van amb en Toby i l'Aaarrrgh al Mercat dels Trols a consultar l'Oracle per esbrinar on és el nucli, abans que caigui en males mans.                                                |                      |                                                                                         |                                       |                                                                |                         |                          |
| 25 | 12                   | «Un final gloriós, primera part» «A Glorious End (Part 1)»                              | Francisco Ruiz Velasco                | AC Bradley, Marc Guggenheim, Ian Rickett i Lila Scott          | 12 de juliol de 2019    | 25 d'abril de 2023       |
| Mentre en Morando es troba en el procés d'integrar-se amb el nucli de Gaylen, les seves forces, acompanyades dels soldats de la coronela Kubritz, ataquen la ciutat d'Arcàdia. L'Aja i en Krel hauran de buscar una solució a la desesperada, abans no sigui massa tard.                                                             |                      |                                                                                         |                                       |                                                                |                         |                          |
| 26 | 13                   | «Un final gloriós, segona part» «A Glorious End (Part 2)»                               | Rodrigo Blaas i Johane Matte          | AC Bradley, Marc Guggenheim, Ian Rickett i Lila Scott          | 12 de juliol de 2019    | 26 d'abril de 2023       |
| En Morando ha aconseguit fusionar-se amb el nucli de Gaylen i ha adquirit els poders d'un déu. A la batalla final, l'Aja i en Krel hauran de fer un sacrifici inesperat per mirar de salvar les seves dues llars: Akiridion-Cinc i la Terra.                                                                                         |                      |                                                                                         |                                       |                                                                |                         |                          |

## Rebuda
La sèrie ha estat elogiada per la seva representació de la immigració a través d'una lent de ciència-ficció. Dave Trumbore de Collider escriu: "... el subtext de la sèrie, que és difícil de perdre fins i tot per als espectadors més joves, és que l'Aja, en Krel i en Vex fan d'immigrants, refugiats i "estrangers il·legals"... la sèrie reexamina les accions dels agents governamentals antiimmigració i els aliats dels estrangers per igual".